# عزلة بني فراص (صنعاء)

تعديل مصدري - تعديل

عزلة بني فراص هي إحدى عزل مديرية الحيمة الخارجية في محافظة صنعاء اليمنية ويبلغ تعداد سكانها 1008 نسمة حسب التعداد السكاني في اليمن لعام 2004.

## وصلات خارجية
- الجهاز المركزي للإحصاء بالجمهورية اليمنية
- المركز الوطني للمعلومات باليمن
- World Gazetteer:Yemen
- الدليل الشامل